# Maurice Kottelat
Maurice Kottelat (nascut l'any 1957 a Delémont, Suïssa) és un ictiòleg suís.

## Biografia
Després d'uns primers estudis universitaris a Suïssa, es va doctorar en ciències el 1990 a la Universitat d'Amsterdam (els Països Baixos). El 1980 se'n va anar a Tailàndia per investigar els peixos d'aigua dolça de l'Àsia Sud-oriental i el 1997 va efectuar una important revisió de les diferents espècies del gènere Coregonus, incloent-hi les del llac Léman, el llac de Constança i d'altres llacs de Suïssa. Juntament amb el Dr. Tan Heok Hui (conservador del Museu Raffles de Recerca de la Biodiversitat a Singapur) va treballar a Sumatra on van descobrir l'espècie Paedocypris progenetica, el vertebrat més petit de tot el món. En total, ell ha descrit més de 440 espècie de peixos.
El 4 de novembre del 2006 va ésser nomenat Doctor honoris causa per la Universitat de Neuchâtel pels seus treballs sobre biodiversitat aquàtica.
A més, ha estat president de la Societat Europea d'Ictiologia des del 1997 fins al 2007.

## Publicacions
És autor de 280 publicacions científiques, incloent-hi els llibres:
- Kottelat, M., 1985. Fresh-water fishes of Kampuchea. Hydrobiologia 121: 249-279.
- Kottelat, M., 1989. Zoogeography of the fishes from Indochinese inland waters with an annotated check-list. Bull. Zoöl. Mus. Univ. Amsterdam 12(1): 1-55.
- Kottelat, M., 1990. Indochinese nemacheilines. A revision of nemacheiline loaches (Pisces: Cypriniformes) of Thailand, Burma, Laos, Cambodia and southern Viet Nam. Verlag Dr. Friedrich Pfeil, Múnic: 1-262.
- Kottelat, M., A.J. Whitten, S.N. Kartikasari i S. Wirjoatmodjo, 1993. Freshwater fishes of Western Indonesia and Sulawesi = Ikan air tawar Indonesia Bagian Barat dan Sulawesi. Periplus Editions, Hong Kong. 344 p.
- Kottelat, M. i A.J. Whitten, 1996. Freshwater fishes of Western Indonesia and Sulawesi: additions and corrections. Periplus Editions, Hong Kong. 8 p.
- Kottelat, M. i T. Whitten, 1996. Freshwater biodiversity in Asia, with special reference to fish. World Bank Tech. Pap. 343:59 p.
- Kottelat, M., 1997. European freshwater fishes. Biologia 52, Suppl. 5:1-271.
- Kottelat, M., 1998. Fishes of the Nam Theun and Xe Bangfai basins, Laos, with diagnoses of twenty-two new species (Teleostei: Cyprinidae, Balitoridae, Cobitidae, Coiidae and Odontobutidae). Ichthyol. Explor. Freshwat. 9(1): 1-128.
- Kottelat, M., 2000. Diagnosis of a new genus and 64 new species of fishes from Laos (Teleostei: Cyprinidae, Balitoridae, Bagridae, Syngnathidae, Chaudhuriidae and Tetraodontidae). J. South Asian Nat. Hist. 5(1): 37-82.
- Kottelat, M., 2001. Fishes of Laos. WHT Publications Ltd., Colombo 5, Sri Lanka. 198 p.
- Kottelat, M., 2001. Freshwater fishes of northern Vietnam. A preliminary check-list of the fishes known or expected to occur in northern Vietnam with comments on systematics and nomenclature. Environment and Social Development Unit, East Asia and Pacific Region. El Banc Mundial. Freshwater Fish. Vietnam (BOOK), juny: i-iii + 1-123 + 1-18.
- Kottelat, M. i E. Widjanarti, 2005. The fishes of Danau Sentarum National Park and the Kapuas Lakes area, Kalimantan Barat, Indonesia. Raffles Bull. Zool. Supplement (13):139-173.
- Kottelat, M., 2006. Fishes of Mongolia. A check-list of the fishes known to occur in Mongolia with comments on systematics and nomenclature. El Banc Mundial, Washington DC. 103 p.
- Kottelat, M. i J. Freyhof, 2007. Handbook of European freshwater fishes. Publications Kottelat, Cornol, Suïssa. 646 p. ISBN 978-2-8399-0298-4.
- Ng, H. H. i M. Kottelat, 2000. A review of the genus Amblyceps (Osteichthyes: Amblycipitidae) in Indochina, with descriptions of five new species. Ichthyol. Explor. Freshwat. 11(4):335-348.